# Jan Gnatowski
Jan Gnatowski, pseudonim artystyczny Jan Łada (ur. 22 lipca 1855 w Skarżynówce na Podolu, zm. 9 października 1925 w Warszawie) – polski pisarz i publicysta, ksiądz prałat.

## Życiorys
Do gimnazjum uczęszczał w Odessie i w Rydze, uniwersyteckie studia filozoficzne odbywał na Uniwersytecie Jagiellońskim głównie u prof. Tarnowskiego; studiował także historię sztuki we Włoszech i Grecji. Od 1882 przebywał w Warszawie: prowadził wtedy dział literacki w piśmie „Niwa”. Studia teologiczne ukończył w Innsbrucku, gdzie przebywał – po tym, jak w Warszawie śledzono go za działalność wśród młodzieży – od 1884 roku. W 1887 otrzymał święcenia kapłańskie i rok później został powołany przez papieża Leona XIII na urząd sekretarza nuncjatury apostolskiej w Monachium, gdzie pełnił swe obowiązki przez dwa lata, rozwijając działalność dyplomatyczną. W 1890 przeprowadził się do Lwowa i podjął pracę wikariusza w kościele św. Antoniego. Pełnił tu też funkcję katechety najpierw w piątym, a od 1904 – w czwartym gimnazjum państwowym. Podróżował do Austrii, Bawarii, Włoch i Turcji, a prowadząc salon literacki odgrywał znaczącą rolę w życiu kulturalnym Lwowa. Redaktor „Wiary”, „Przeglądu Katolickiego”, współpracownik „Niwy”, „Wieku” i „Ateneum”. Oceniając nowe trendy występował przeciwko krytycznemu realizmowi. Od 1905 r. na emeryturze (m.in. w związku z postępującą chorobą oczu, która odebrała mu pod koniec życia wzrok), mieszkał w Warszawie.
Prałat Honorowy Jego Świątobliwości, szambelan papieski i kanonik żytomierski uhonorowany w 1900 przez papieża Leona XIII krzyżem Benemerenti. W literaturze uznawany za pisarza konserwatywnego, przeciwnika nowych prądów literackich; cieszył się jednak opinią dobrze wykształconego i bywałego w świecie, był gospodarzem prowadzonego przezeń salonu literackiego, w którym spotykali się lwowscy malarze, artyści teatralni, literaci i naukowcy. Dzięki tym kontaktom był poważnie branym pod uwagę kandydatem do kierowania katedrą historii sztuki Uniwersytetu Lwowskiego.
W 1910 został odznaczony austriackim Krzyżem Komandorskim Orderu Franciszka Józefa.
Był pracownikiem Komitetu Ofiary Narodowej Tymczasowej Rady Stanu.
Pochowany na Starych Powązkach (kwatera 190–5–6/7/8).
W 1951 wszystkie jego utwory zostały wycofane z polskich bibliotek oraz objęte cenzurą.

## Dzieła
- 1879 – Listy o literaturze i sztuce
- 1879 – Realizm w literaturze nowoczesnej[7]
- 1880 – Moja Beatrice[8]
- 1883 – Listy z Konstantynopola[9]
- 1895 – O duszę (powieść)[10]
- 1895 – Pastele (nowele)[11]
- 1900 – Z doliny łez (nowele)[12]
- 1904 – Jak liście z drzew strącone. Pastel sceniczny w 1 akcie (miniatura dramatyczna)[13]
- 1904 - Sweet boy. Trzy nowele[14]
- 1909 - W kwestii żydowskiej (publicystyka)[15]
- 1912 – Ostatnia msza[16]
- 1912 – Proboszcz z Priesslau[17]
- 1913 – Oman. Czarodziejska historia o Rycerzu-upiorze, o Wodnicy-topielicy i o padewskim studencie (powieść)[18]
- 1914 – Mag. Powieść z ostatnich lat panowania Zygmunta III
- 1916 – Doczekał[19]
- 1916 – Na śmierć. 1863[20]
- 1920 – Antychryst. Powieść z ostatnich dni świata
- 1922 – Zły czar (powieść)[21]
- 1925 – W zaklętym zamczysku[22]